# Adolf von Obentraut
Adolf Prokop Benno rytíř von Obentraut (16. června 1833 Praha – 5. června 1909 Vídeň) byl rakouský politik německé národnosti z Čech, v 2. polovině 19. století poslanec Říšské rady a Českého zemského sněmu.

## Biografie
Jeho otcem byl prezident vyvazovací komise pro Čechy Maximilian von Obentraut, bratr Johann Karl von Obentraut byl poštovním odborníkem. Adolf vystudoval práva. V roce 1864 se stal okresním starostou v Ledči nad Sázavou, od roku 1868 zde byl okresním hejtmanem. V roce 1866 se jako úředník podílel na tažení rakouské severní armády v rámci prusko-rakouské války a byl mu za to udělen Řád Františka Josefa. Od roku 1871 pak působil jako okresní hejtman v Děčíně. Zasadil se o rozvoj lodní dopravy na Labi. Po dvaceti letech ve státních službách se stáhl do soukromí, přestěhoval do Vídně a působil jako autor odborné literatury v oboru státní správy a samosprávy.
Zapojil se i do politiky. V zemských volbách v roce 1878 byl zvolen na Český zemský sněm za kurii venkovských obcí, obvod Jáchymov, Blatno. Porazil tehdy oficiálního kandidáta německých liberálů (tzv. Ústavní strana). Sám ale patřil k německým liberálům. Němečtí liberálové se dlouhodobě profilovali jako zastánci centralistické koncepce rakouského státu. Obentraut ale koncem 90. let publikoval stať, ve které se vyslovuje pro federalistické řešení státoprávního uspořádání, protože etničtí Němci jsou jasnou menšinou a jejich národní rozvoj není možný bez zajištění vztahu s ostatními národnostmi.
Byl též poslancem Říšské rady (celostátního parlamentu, kam usedl v doplňovacích volbách v roce 1877 za kurii venkovských obcí, obvod Karlovy Vary, Jáchymov atd. Slib složil 25. září 1877. Mandát zde obhájil ve volbách roku 1879. Ve funkčním období parlamentu 1873–1879 se uvádí se jako spisovatel, bytem ve Vídni, ve funkčním období 1879–1885 jako Adolf rytíř von Obentraut, spisovatel a statkář, bytem Vídeň. V říjnu 1879 je zmiňován na Říšské radě coby člen mladoněmeckého Klubu sjednocené Pokrokové strany (Club der vereinigten Fortschrittspartei).
Jeho manželka Hedvika (1850–1909) byla dcerou textilního podnikatele Johanna Münzberga.
Zemřel v červnu 1909.